# Корсо Марсілья
Корсо Марсілья (італ. Stadio di Corso Marsiglia) або Кампо Ювентус (італ. Campo Juventus) — мультиспортивний стадіон у місті Турин. був збудований архітектором Амадео Лавіні.. 
Перший італійський спортивний стадіон зі штучним освітленням та вбудованим залізобетоном. Був основним домашнім стадіоном італійського клубу «Ювентус» з 1922 по 1933 рік, поки команда не переїхала на стадіон Беніто Муссоліні. За цей період клуб виграв чотири титули чемпіона Італії в 1926, 1931, 1932, 1933 роках
Пізніше на стадіоні відбувались матчі з регбі. Також тут розташовувала секція клубу «Ювентус» з тенісу.